# Гимерсо
Гимерсо (багвал. Гьемеси)— село в Цумадинском районе Дагестана Российской Федерации. Входит в состав сельского поселения Кванадинский сельсовет.

## Географическое положение
Расположено на реке Кванада, в 4,5 км к востоку от центра сельского поселения — села Кванада и в 9 км к северо-востоку от районного центра — села Агвали.

## Население
| 1869 | 1888 | 1895 | 1926 | 1939 | 1970 | 1989 |
| ---- | ---- | ---- | ---- | ---- | ---- | ---- |
| 254  | ↗299 | ↘253 | ↗285 | ↗403 | ↘360 | ↘229 |
| 2002 | 2003 | 2004 | 2007 | 2010 | 2021 |      |
| ↗263 | ↘262 | ↘248 | ↗258 | ↘212 | ↗298 |      |

Население села — багвалинцы